# ナールズ・バークレイ
ナールズ・バークレイ（Gnarls Barkley）は、デンジャー・マウスとシーロー・グリーンによるアメリカのソウル・デュオ。
ファースト・シングルの「クレイジー」は、ダウンロードのみで全英シングルチャートの9週連続1位を獲得。ダウンロードのみで1位は世界初の記録。その後、第49回グラミー賞で複数部門にノミネートされ、「ベスト・オルタナティヴ・アルバム」「ベスト・アーバン・オルタナティヴ・パフォーマンス」をダブル受賞した。シーロ・グリーンは、1990年代のダーティ・サウス・ムーブメントに大きな役割を果たした、アトランタのヒップホップ・グループ、グッディ・モブの一員として初めてシーンに登場した。グリーンは1999年の3枚目のアルバムを最後にグループを脱退し、ソロ活動を開始した。その年、彼はサンタナのマルチプラチナムアルバム「スーパーナチュラル」でローリン・ヒルと一緒に「Do You Like the Way」で歌っている。
デンジャー・マウス(Danger Mouse)という芸名で知られるブライアン・ジョセフ・バートン(Brian Joseph Burton)は、ゴリラズ(Gorillaz)の『Demon Days』、ブラック・キーズ(The Black Keys)の『アタック&リリース(Attack & Release)』、『エル・カミーノ(El Camino)』、『ターン・ブルー(Turn Blue)』など、数多くのヒップホップやロック・アーティストのアルバムをプロデュースしてきた。彼は、ジェイ・Zの「ブラック・アルバム」のアカペラ・エディションとビートルズの「ホワイト・アルバム」のサンプルをブレンドしたマッシュアップ・アルバム「The Grey Album」で国際的な注目を集めた。

## ディスコグラフィ

### スタジオ・アルバム
- 『セント・エルスホエア』 - St. Elsewhere (2006年)
- 『ザ・オッド・カップル』 - The Odd Couple (2008年)